# Strada Ginori
Strada Ginori è una via del centro storico di Grosseto.

## Descrizione
La via collega l'angolo sud-orientale di piazza San Francesco con il lato settentrionale di piazza della Palma. La strada ha inizio di fronte al complesso dell'ex ospedale della Misericordia di piazza San Francesco e termina proprio di fronte al campanile della chiesa della Misericordia di piazza della Palma.

## Storia
La strada ricalca l'andamento curvilineo che già assumeva in epoca medievale, quando quasi certamente si adattava all'andamento del primitivo circuito murario. Con la ricostruzione delle mura medicee, tra la strada e la cerchia è venuta a trovarsi interposto la parte nord-orientale dell'anello viario della strada del Giuoco del Cacio, che venne costruita proprio alla fine del XVI secolo.

## Edifici
Lungo la strada, è degno di nota palazzo Stefanopoli-Porciatti, di origini rinascimentali, con interventi di ristrutturazione nel XVIII secolo, quando l'edificio divenne proprietà della casata greca degli Stephanopolus e successivamente della famiglia Porciatti. Nella stessa via sorgevano in epoca settecentesca il vecchio Spedaletto delle donne e lo Scrittoio Regio.